# Ophrys barbaricina
Ophrys barbaricina là một loài thực vật có hoa trong họ Lan. Loài này được M.Allard & M.P.Grasso mô tả khoa học đầu tiên năm 2004.